# Loch Ossian
Loch Ossian ist ein See in den schottischen Highlands. Er liegt am Ostrand von Rannoch Moor, etwa einen Kilometer östlich des Bahnhofs Corrour. Der See ist etwa 16 km von der nächsten öffentlichen Straße entfernt und nur über den an der West Highland Line liegenden Bahnhof Corrour oder zu Fuß erreichbar. Loch Ossian erstreckt sich etwa auf fünf Kilometer Länge in Ost-West-Richtung, die maximale Breite beträgt etwa 600 Meter. Größter Zufluss ist der Allt na Caplaich Beag. Der See entwässert in den River Ossian, der über das etwa vier Kilometer nördlich liegende Loch Guilbinn in den River Spean fließt. Dieser mündet südlich von Loch Lochy in den River Lochy und schließlich in Loch Linnhe, ein Sea Loch bei Fort William.
Der See und die gesamte Umgebung gehören zur Corrour Estate, die als Jagdgebiet für die Jagd auf Rothirsche und Moorhühner genutzt wird. Am Südufer von Loch Ossian liegt eine Jugendherberge des schottischen Jugendherbergsverbands. Die einzige weitere Ansiedlung am Seeufer ist Corrour Lodge am Ostende des Sees. Corrour Lodge wurde ursprünglich Ende des 19. Jahrhunderts als Viktorianisches Jagdhaus für Sir John Stirling-Maxwell errichtet, als Ersatz für ein älteres Jagdhaus einige Kilometer südlich des Sees am Südwesthang des Càrn Dearg. Er ließ auch einen Fahrweg rund um den See und zum 1894 eröffneten Bahnhof Corrour anlegen. Für den Transport seiner Jagdgäste wurde eine kleine Dampfjacht auf den See gebracht. 1942 brannte das Jagdhaus ab und wurde durch einen hölzernen Bungalow ersetzt. Von 1999 bis 2003 wurde eine neue Lodge nach einem Entwurf von Mosche Safdie errichtet.

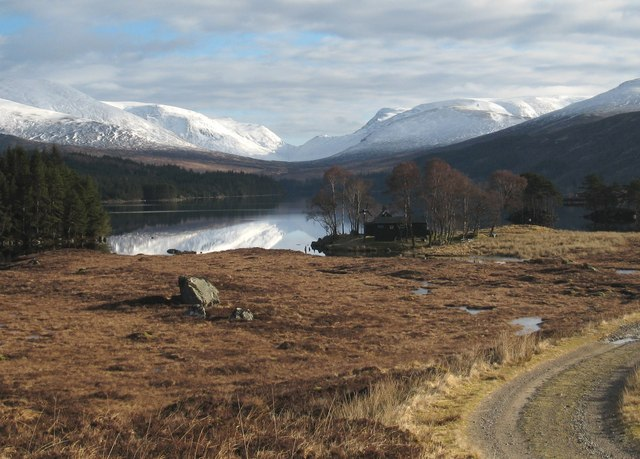
Loch Ossian mit Aonach Beag (links) und Ben Alder (rechts)
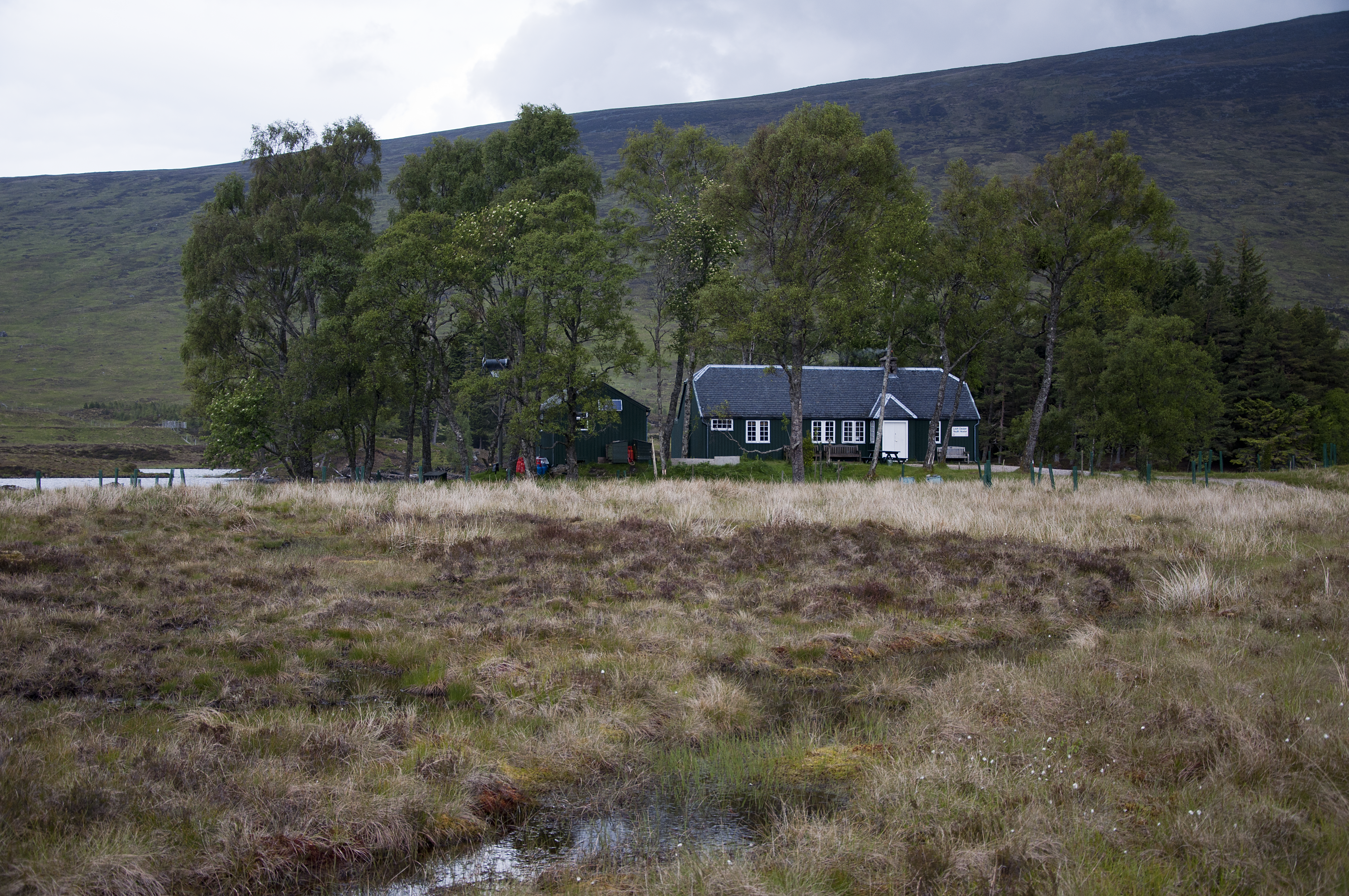
Loch Ossian Youth Hostel
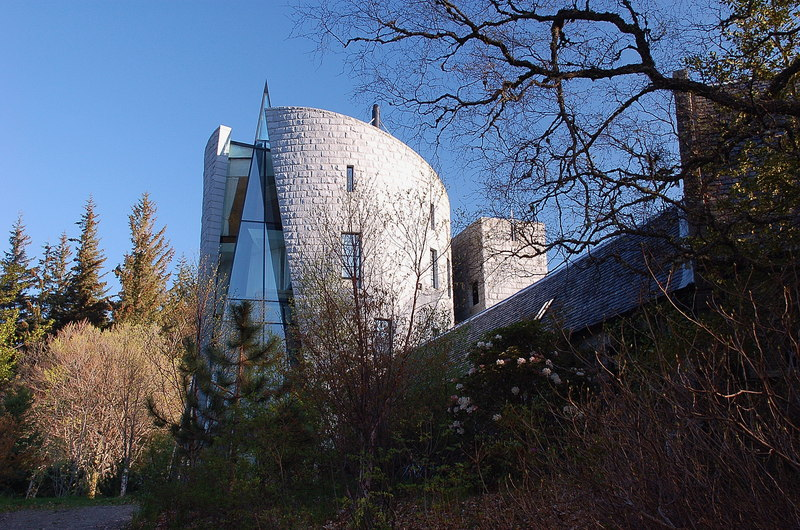
Corrour Lodge

Loch Ossian und die umliegenden Berge sind ein beliebtes Ziel für Wanderer und Bergsteiger. Nördlich und südlich des Lochs liegen mehrere Munros, darunter mit dem 935 m hohen Beinn na Lap auf der Nordseite einer aufgrund des kurzen Zustiegs vom Bahnhof Corrour am leichtesten zu ersteigenden Munros. Östlich von Loch Ossian liegen weitere Berge, der höchste ist der Ben Alder mit 1148 Metern.